# Matthew Coward-Holley
Matthew Coward-Holley, född 14 december 1994 i Chelmsford, är en brittisk sportskytt.
Han blev olympisk bronsmedaljör i trap vid sommarspelen 2020 i Tokyo.